# Олімпія (Асунсьйон)
«Олі́мпія» (ісп. «Club Olimpia») — парагвайський футбольний клуб з Асунсьйона. Заснований 25 липня 1902 року.

## Досягнення
- Чемпіон Парагваю (47): 1912, 1914, 1916, 1925, 1927, 1928, 1929, 1931, 1936, 1937, 1938, 1947, 1948, 1956, 1957, 1958, 1959, 1960, 1962, 1965, 1968, 1971, 1975, 1978, 1979, 1980, 1981, 1982, 1983, 1985, 1988, 1989, 1993, 1995, 1997, 1998, 1999, 2000, 2011 К, 2015 К, 2018 А, 2018 К, 2019 А, 2019 К, 2020 К, 2022 К, 2024 К.
- Володар Кубка Парагваю (1): 2021
- Володар Суперкубка Парагваю (1): 2021
- Володар Копа Лібертадорес (3): 1979, 1990, 2002
- Переможець Рекопи Південної Америки (2): 1991, 2003
- Володар Міжконтинентального кубка (1): 1979